# Luiz Demétrio Valentini
Luiz Demétrio Valentini (ur. 31 stycznia 1940 w São Valentim) – brazylijski duchowny rzymskokatolicki, w latach 1982-2015 biskup Jales.

## Życiorys
Święcenia kapłańskie przyjął 6 lutego 1965. 8 czerwca 1982 został prekonizowany biskupem Jales. Sakrę biskupią otrzymał 31 lipca 1982. 21 października 2015 przeszedł na emeryturę.